# جيم فيلبين
جيم فيلبين (مواليد 22 يوليو 1950) هو مبارز بالسيف من المملكة المتحدة، مثّل بلاده في الألعاب الأولمبية الصيفية 1984.

## روابط رياضية
جيم فيلبين على موقع أوليمبيديا (الإنجليزية)